# Uppland
Uppland je švedska pokrajina i ima 1,339,154 stanovnika (2004.). Najveći gradovi u Upplandu su Stockholm i Uppsala. Uppland ima najviše vikinških spomenika (kameni s runskim zapisom) na svijetu.

## Galerija slika
- Runa iz Vaksale
- Ruševine crkve svetog Olofa u Sigtuni
- Križ svetog Ansgara u Birki
- Stara crkva u Husby-Ärlinghundri
- Kraljevski vikinški grobovi u Staroj Uppsali
- Runa iz Knivste
- Jezero Erken
- Runa iz Bälingste
- Runa
- Dvorac Skokloster
- Stara crkva u Skåneli
- Dvorac Steninge